# Folt
Folt – wieś w Rumunii, w okręgu Hunedoara, w gminie Rapoltu Mare. W 2011 roku liczyła 157 mieszkańców.